# 油魚
油魚是棘鱗蛇鯖和異鱗蛇鯖兩者的總稱，亦有不同別稱，包括龍雪（鱈）、仿雪（鱈）魚、白玉豚、牛油魚、油雪（鱈）魚等，而香港政府則建議統一稱之油魚。油魚屬帶鰆科魚類，常見於世界各熱帶和溫帶海洋，淺海和深海地區均能發現，對海洋各種環境的適應力非常強。
其體內富含高濃度的油脂，可以佔到體重的18%至21%，導致油魚的味道極其鮮美、肥嫩可口，但這些油脂（尤以肌肉、骨骼中的）是「蠟酯」（又名蛇鯖毒素 Gempylotoxin），在人體內難以消化和吸收，會在腸道中堆積油漬並形成瞬間的腹瀉，造成人類在日常生活中的尷尬，儘管油魚肉美味，但各國政府還是決定將其禁止食用。其次，在肝臟和精巢亦能發現三酸甘油脂和磷脂。由於深海的水壓較大，魚類難以利用魚鰾的氣壓來調節浮力，而因油脂比水為輕，所以油魚能調節體內的油脂含量，來控制浮沉。亦因為三酸甘油脂和磷脂都可被身體吸收，故此油魚主要儲存難以消化的蠟酯，以維持浮力，並能保暖。
油魚的商業價值並不高，屬低價魚類，但油魚的蠟酯卻能提煉成工業用潤滑劑。油魚常被冒充為其他更昂貴的食用魚出售，例如2007年香港百佳超級市場遭揭發以油魚充當批發價昂貴約7倍的鱈魚銷售賺取豐厚利潤而被政府罰款，但被指量刑不夠阻嚇力。2013年美國有海洋保護團體對商店及餐廳出售的金槍魚進行基因測試證實59%都不是金槍魚，其中84%是油魚，尤以壽司店的魚類標籤誤導情況最為嚴重。

## 食用油魚的風險
油魚內含的蠟酯，雖然沒有毒性，但人體難以消化。食用後部份人會累積於直腸，會導致腹瀉、腸胃痙攣等不適。過多的油份可能會不斷從肛門流出，或附着在粪便上。排出的油脂多为淡黄色或橙色，并有难闻的气味。患者進食後，最快30分鐘就會出現症狀，大多於兩天內痊癒有實驗報告顯示，44人試驗進食油魚後，20人出現不適，當中80%出現排油腹瀉、50%出現腸胃痙攣、35%頭痛，以及25%有嘔吐情況。。
歐洲食物安全管理局（EFSA）指出，油魚引發腹瀉的機制未完全明確，而且食用後的反應因人而異，所以無法訂出安全的食用量，但適當調製指引（preparation practices）能防止食用後不適。現時，已有不少國家禁售或不建議國民食用油魚。

## 各國（地區）食用情況

### 禁止食用
- 美国：曾於1990年代禁運該魚，但已經解禁，但美國食品藥品監督管理局仍然反對進口和州際交易油魚。[7]

- 日本：厚生勞動省列油魚為「有毒魚」，禁止進口和販賣。[8]

- 印度尼西亞：印尼駐香港總領事館指，印尼僅出產工業用油魚，且該國無食用習慣。[9][註 2]

### 警告或不建議食用
- 欧盟：出售蛇鯖科魚製品時，須符合下列規定：
  - 只可以包裝形式出售；
  - 必須加上適當標籤，提供有關烹調方法的資料；
  - 必須標示有關魚類可造成腸胃不適的風險；
  - 標籤必須附有學名及俗名。
- 義大利：官方列為禁止進口魚種。

- ：公告為不建議食用魚類。[註 3][10][11]

- 新西兰：政府建議業界不要供應連皮的油魚予食客，食肆應告知顧客有關的健康風險。

- 加拿大：建議不要大量食用；以及採用能去掉部分魚油的方法調製，減少潛在風險。

- 新加坡：政府要求業界必須正確標示兩種魚類，並建議採用烤的烹調方法，減少當中的油分。

- 英国：英國食品標準局（FSA）於2001年及2003年年發出警告，指示食物供應商，勿將油魚與相似的魚類混淆，更不能稱油魚為「鱸魚」或「海鱸」。[12][13]

- 香港：2007年8月，食物安全中心推出《有關識別及標籤油魚／鱈魚的指引》，建議所有進口商都應將棘鱗蛇鯖和異鱗蛇鯖的俗名定為「蠟油魚」和「oilfish」，同時不可使用「鱈魚」等其他俗名，以供業界和消費者分辨。[14][15][註 4][註 5][註 6]

## 餐飲業使用狀況
在台灣，部份五星級飯店曾採用油魚來替代其他價值較高的魚類，例如：寒舍艾麗酒店曾使用油魚來替代鱈魚（Cod）；台北君悅酒店則曾採用油魚來替代鮪魚（Tuna）。